# Hunters Creek Village
Hunters Creek Village es una ciudad ubicada en el condado de Harris en el estado estadounidense de Texas. En el Censo de 2010 tenía una población de 4.367 habitantes y una densidad poblacional de 870,47 personas por km².

## Geografía
Hunters Creek Village se encuentra ubicada en las coordenadas 29°46′22″N 95°29′53″O / 29.77278, -95.49806. Según la Oficina del Censo de los Estados Unidos, Hunters Creek Village tiene una superficie total de 5.02 km², de la cual 5.02 km² corresponden a tierra firme y (0%) 0 km² es agua.

## Demografía
Según el censo de 2010, había 4.367 personas residiendo en Hunters Creek Village. La densidad de población era de 870,47 hab./km². De los 4.367 habitantes, Hunters Creek Village estaba compuesto por el 90.57% blancos, el 1.05% eran afroamericanos, el 0.23% eran amerindios, el 6.02% eran asiáticos, el 0% eran isleños del Pacífico, el 0.55% eran de otras razas y el 1.58% pertenecían a dos o más razas. Del total de la población el 4.51% eran hispanos o latinos de cualquier raza.

## Transporte
La Autoridad Metropolitana de Tránsito del Condado de Harris (METRO) gestiona servicios de transporte.

## Educación
En la mayor parte de la ciudad, el Distrito Escolar Independiente de Spring Branch gestiona escuelas públicas. En una porción, el Distrito Escolar Independiente de Houston gestiona escuelas públicas.
La Biblioteca Pública del Condado de Harris gestiona la Biblioteca Sucursal Spring Branch Memorial en Hedwig Village.